# American Coleman

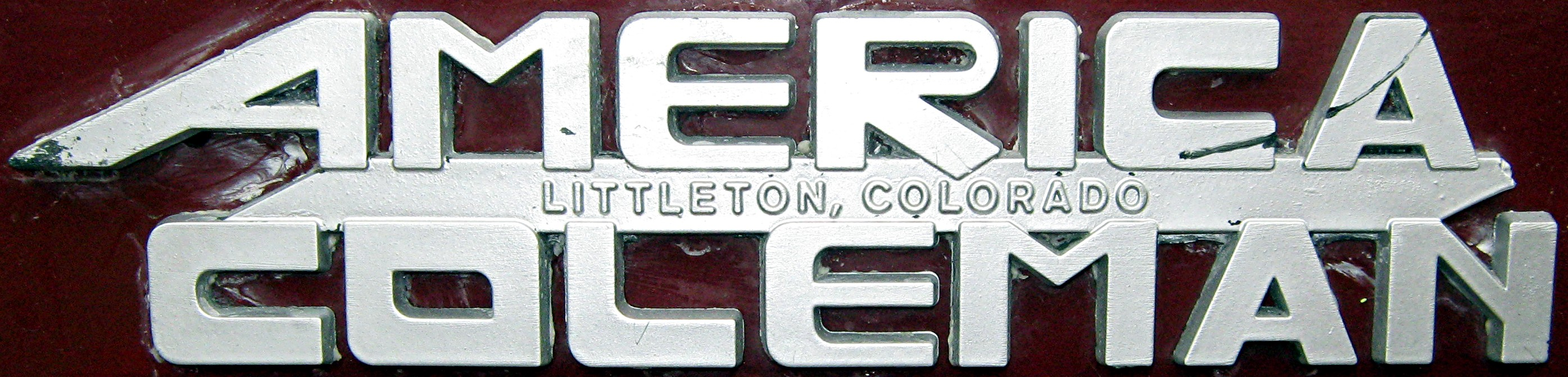
Logo

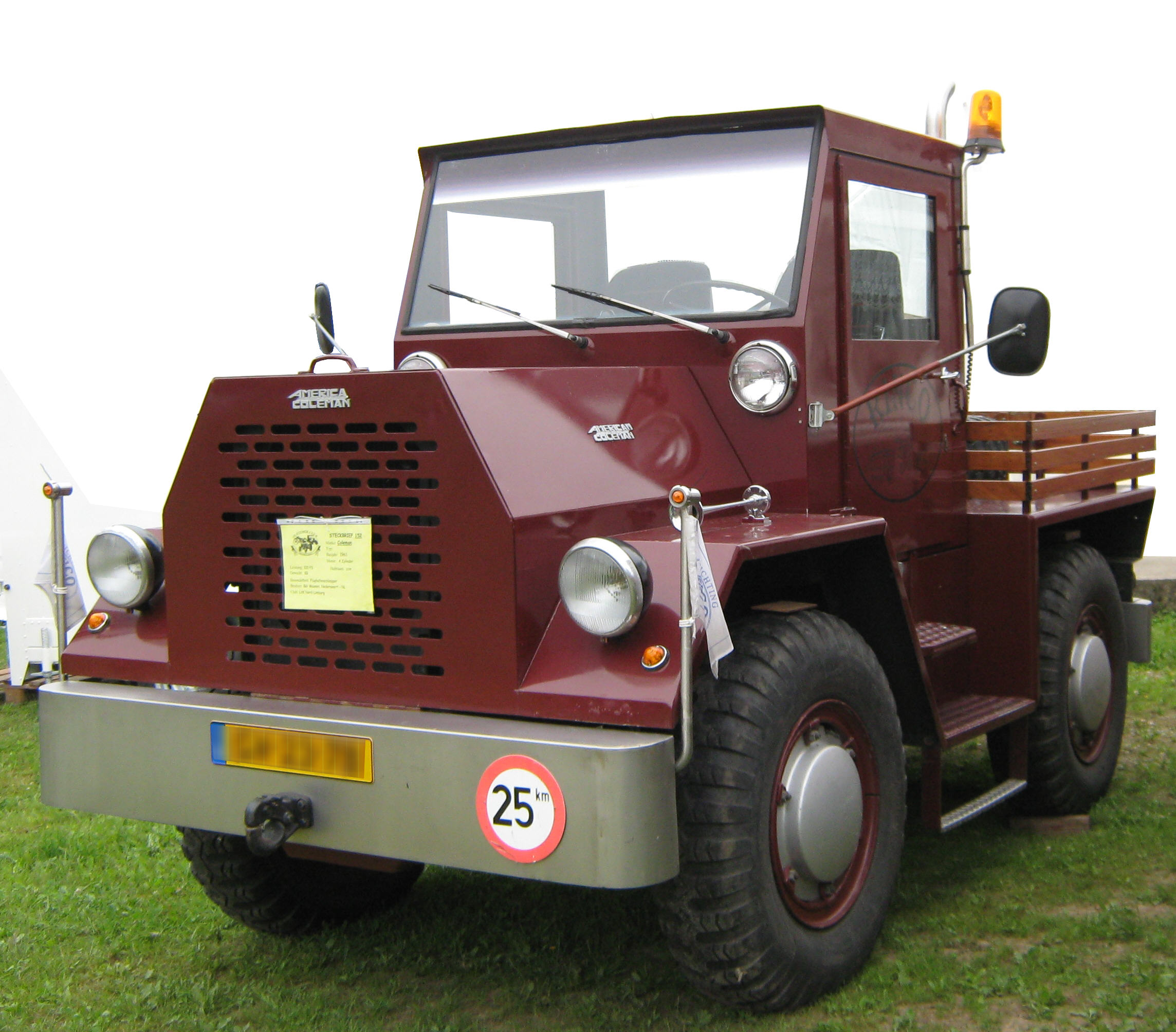
American Coleman uit 1961

American Coleman is een vrachtwagenmerk van het Amerikaanse bedrijf Coleman.
American Coleman was gespecialiseerd in voertuigen met 4x4- of 6x6-aandrijving. Vooral de politie, brandweer en het leger maakten gebruik van dit merk voertuigen.

## Tweede Wereldoorlog
In de Tweede Wereldoorlog leverde Coleman kraanwagens aan het leger van Rusland en stopte het bedrijf met de productie van gewone vrachtwagens. Na de oorlog werd de productie van gewone voertuigen weer opgestart. In de jaren 1949 tot 1951 werd het bedrijf echter gesloten door stakingen. Sinds 1968 heeft het bedrijf zich gespecialiseerd in vrachtwagens die speciaal zijn ontwikkeld voor werk op luchthavens en bij de brandweer.